# فيليب هارتمان
فيليب هارتمان (بالإنجليزية: Philip Hartman)‏ هو رياضياتي أمريكي، ولد في 16 مايو 1915 في بالتيمور في الولايات المتحدة، وتوفي في 28 أغسطس 2015.